# بني عمران (الجزائر)
بني عمران أو خشنة الجبل هي مدينة جزائرية تقع في ولاية بومرداس، وسميت في الفترة الاستعمارية ب جينيرال بيتر وتبعد عن عاصمة الولاية بحوالي 20 كليومتر.

## القرى
- إغزر إيباون (غازيباون)
- العزلة
- توزالين
- السويقة
- بوقراي
- واد جنان
- ولاد سيسعيد
- بني خليفة
- أولاد بوشلاغم
- أولاد نبلعيد
- قرية دباغة

## الوديان
يتضمن إقليم هذه البلدية العديد من الوديان منها وادي قورصو.

## الزوايا
- «زاوية سيدي علي الدباغي» (تاليلت).

## المنشآت
- سد بني عمران
- محطة قطار بني عمران

## الملاعب
يضم إقليم بلدية بني عمران العديد من ملاعب كرة القدم، منها:
1. ملعب بني عمران (الإحداثيات: 36°40′09″N 3°35′42″E / 36.669285°N 3.5949603°E)

## شخصيات
- معمر بالطيب

## مواضيع ذات صلة
- بلديات ولاية بومرداس
- دوائر ولاية بومرداس